# Puig d'en Valls

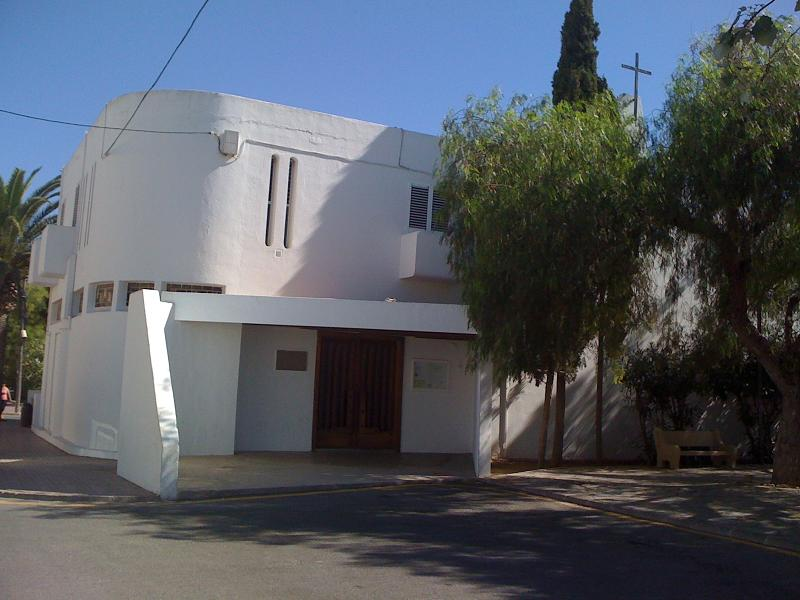
Església

Puig d'en Valls és un nucli de població i parròquia pertanyent al municipi de Santa Eulària des Riu, a Eivissa. Fa frontera amb la ciutat d'Eivissa, a qui deu la seva existència com a poble, ja que en la pràctica és un nucli dormitori de la perifèria de la capital illenca, aparegut als anys 70 i que ha seguit creixent des d'aleshores. De fet, el nucli urbà sobresurt el límit municipal, de manera que part de Puig d'en Valls és dins els límits del municipi d'Eivissa. La població de Puig d'en Valls era de 3.613 habitants el 2006.
Fins a 1979 pertanyia a la parròquia de Jesús i era una antiga vénda. El poble està situat al Pla de Vila i malgrat rebre el nom del turó, només una petita part és a la seva falda. Es pot distingir entre una part de cases unifamiliars, la majoria de planta baixa i una altra de blocs de pisos. A més del nucli de Puig d'en Valls pròpiament dit, en depenen altres petits nuclis com Can Negre i cases disseminades. A dalt del Puig d'en Valls hi ha un molí de vent que és el símbol del poble. S'hi han trobat restes arqueològiques d'època cartaginesa. La festa patronal se celebra el tercer diumenge de maig.